# Ralph F. Beermann

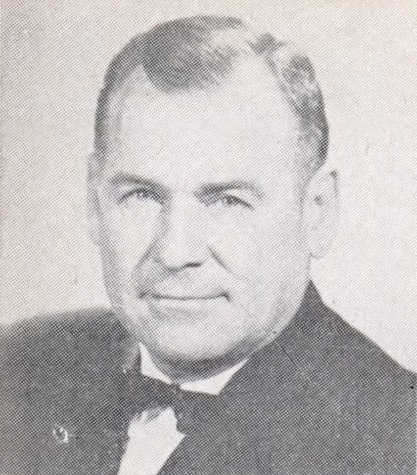
Ralph F. Beermann (1961)

Ralph Frederick Beermann (* 13. August 1912 bei Dakota City, Nebraska; † 17. Februar 1977 in Sioux City, Iowa) war ein US-amerikanischer Politiker. Zwischen 1961 und 1963 vertrat er den dritten und von 1963 bis 1965 den ersten Wahlbezirk des Bundesstaates Nebraska im US-Repräsentantenhaus.

## Werdegang
Ralph Beermann besuchte die öffentlichen Schulen seiner Heimat und das Morningside College in Sioux City. Danach wurde er Mitglied der US Army, bei der er zunächst einige Spezialausbildungen absolvierte. Während des Zweiten Weltkriegs war er in Nordafrika und in Europa eingesetzt. Nach dem Krieg bewirtschaftete er zusammen mit seinen sechs Brüdern im Dakota County in Nebraska eine Farm. Die Brüder waren auch im Viehzüchtergeschäft.
Beermann wurde Mitglied der Republikanischen Partei. Zehn Jahre lang war er Parteivorsitzender im Dakota County. In diesem Bezirk hat er auch die Jugendorganisation der Republikaner gegründet. 1960 wurde er im dritten Wahlbezirk von Nebraska in das US-Repräsentantenhaus gewählt, wo er am 3. Januar 1961 den ihm zuvor unterlegenen Demokraten Lawrence Brock ablöste. Bei den folgenden Wahlen im Jahr 1962 kandidierte Beermann im ersten Wahlbezirk, wo er zum Nachfolger von Phillip Hart Weaver gewählt wurde. Insgesamt konnte Ralph Beermann bis zum 3. Januar 1965 zwei Legislaturperioden im Kongress absolvieren. 1964 wurde er nicht wiedergewählt.
Nach dem Ende seiner Zeit im Kongress widmete sich Beermann wieder seinen privaten Geschäften in Nebraska. Von 1972 bis 1977 war er Vorstandsmitglied des Nebraska Public Power District. Er starb bei einem Flugzeugabsturz im Februar 1977 in Sioux City und wurde in Dakota City beigesetzt.